# SXe Injected
sXe Injected fue un sistema Anti-Cheat del tipo cliente/servidor diseñado exclusivamente para funcionar con servidores de juegos basados en el motor GoldSrc (Half-Life, Counter-Strike 1.5, Counter-Strike 1.6, Day of Defeat, Condition Zero, entre otros). Evitaba que cualquier programa destinado a realizar trampas sea cargado sobre el juego. Fue creado y desarrollado por el programador argentino, Alejandro Cortés, el cual lanzó el software por primera vez en el mayo del año 2006.

## Historia, uso y estadísticas
Este programa bloqueaba los trucos (o cheats en inglés) que benefician a un jugador o alguna ventaja que se pueda tener sobre los demás usuarios durante el juego (comandos, texturas, mapas modificados, etc). Su funcionamiento se basaba generalmente en inspeccionar el juego al inicio y durante el tiempo jugado.
En su momento de mayor uso, poseía más de 1.800 servidores y más de 40.000 usuarios alrededor del mundo usándolo en simultáneo (1.000.000 de usuarios diarios). 
A mediados del año 2017 el software dejó de tener soporte oficial, lanzando su última versión con reparaciones (versión 17.2) y se comenzó a utilizar en menor medida por las grandes ventajas que tenía en su tiempo, así como también por desconocimiento de dueños de servidores pequeños. Grandes comunidades de servidores no recomiendan su uso debido a distintas vulnerabilidades existentes e incompatibilidades con actualizaciones recientes de los juegos, sin embargo, sigue siendo el anti-cheat más usado en el Counter Strike 1.6.

## Compatibilidad
sXe Injected funciona en los siguientes sistemas operativos: Windows 2000, Windows XP, Windows Vista, Windows 7, Windows 8, Windows 8.1 y Windows 10. sXe Injected es compatible con sistemas operativos de 32 y 64 bits. No puede correr, sin embargo, en máquinas virtuales.

## Características
- Anti-WallHack
- Anti-NoFlash
- Anti-SpeedHack
- Anti-SoundHack
- Screenshots
- LocalBan
- 16/32 BitsPerPixel Detection
- Global Ban: cuando se detecte a un Cheater, este no podrá jugar en ningún servidor que esté protegido con sXe Injected, mientras el Ban este vigente.
- Soporte para juegos basados en el motor de Half-Life.

## Historial de Versiones
| Versión | Edición | Notas |
| ------- | ------- | --- |
| 17      | 2       | - última versión actualizada |
| 17      | 1       | - última versión actualizada |
| 15      | 2       | - Nuevo: cheats bloqueados (+) nuevas detecciones de Globalban (+) - Arreglo: - (1)caídas de FPS, el juego se congela (!) bloqueo de Counter-Strike 1.5 (!) el juego se cierra después de un tiempo |
| 15      | 0       | - Servers(+) Nuevo: __sxei_output (!) Arreglo: transmisión de screenshot (!) Arreglo: bugs - Cliente (+) Nuevo: métodos de detección de GlobalBan (!) Arreglo: error de Steam "window name" (!) Arreglo: Hud en steam para el visor de screenshots (!) Arreglo: bugs |
| 14      | 5       | (!) Arreglo: actualización Steam (!) Arreglo: desbloquear cheats |
| 14      | 3       | (!) Arreglo: captura de pantalla mini-congelada en el cliente (!) Arreglo: validación de bombas de humo (+) Nuevo: Nuevas validaciones para detección de GlobalBan |
| 14      | 2       | (!) Arreglo: actualización Steam |
| 14      | 2 FIX 4 | (!) Fix: actualización Steam (Exe build: 13:14:12 Aug 29 2013 (6153)) |
| 14      | 2 FIX 3 | (!) Solución: redirección 302 para la próxima actualización automática (!) Corrección: "error de carga" del controlador (!) Solución: error "Biblioteca desconocida encontrada" (+) Nuevo: Compatibilidad con Steam (29/08/2013) (+) Nuevo: Trucos añadidos a GlobalBan (+) Nuevo: motd_write bloqueado (para la modificación de spam, también conocido como Slowhacking) (+) Nuevo: estado UAC (+) Nuevo: estado DEP (+) Nuevo: Auto "Ejecutar como administrador" |
| 14      | 2 FIX 1 | (!) Solución: conectarse a un servidor (!) Corrección: Detección de Bpp corregida (!) Arreglo: capturas de pantalla D3D al revés arregladas (+) Nuevo: nuevas cvars 16bpp (+) Nuevo: prohibición global completamente implementada (+) Nuevo: trucos bloqueados (+) Nuevo: nueva función de actualización automática (disponible en la próxima versión) |
| 14      | 0       | (!) Corrección: Counter-Strike 1.5 (!) Corrección: "m_rawinput 1" para Steam (!) Corregir errores (!) Corrección: del lado del servidor, corrección de la gestión del tiempo de espera (!) Solución: bloqueo del juego al conectarse al servidor (+) Nuevo: Global Ban[u][b]Versión 13.3[/b][/u] (!) Solución: error al bloquear trucos (!) Solución: tiempo de espera del servidor para evitar que el servidor deje de responder al cambiar el mapa (!) Solución: pantalla negra y patada cuando se inyecta está abierta (+) Nuevo: Compatibilidad con Steam (03/06/2013) (+) Nuevo: Compatibilidad con Steam (04/01/2013) (+) Nuevo: Compatibilidad con Steam (16/05/2013) (-) Cambio: 15 minutos de kick eliminados para servidores opcionales |
| 13      | 2       | (!) Solución: errores de vapor (!) Solución: problemas de UAC (!) Corregir errores (+) Nuevo: Compatible con Steam (+) Nuevo: Trucos bloqueados (+) Nuevo: Nuevo protocolo cliente/servidor (+) Nuevo: Nuevo código de prohibición global |
| 13      | 1       | (!) Fix: CDHack blocked (!) Fix: bugs (!) Fix: sxe_screen crasheaba el server (!) Fix: Invalid HID error (!) Fix: amx_sxe_screen command (!) Fix: random crash problems (!) Fix: fps drops (+) Nuevo: loader.exe blocked (+) Nuevo: R-Aimbot blocked (+) Nuevo: Inexinferis blocked (+) Nuevo: vgui2.dll blocked (+) Nuevo: Patch v27 "Counter-Strike" name blocked (+) Nuevo: Gh0s7 h4x blocked (+) Nuevo: Inexinferis ®evolution blocked (+) Nuevo: Nuevo formato de Hardware ID (+) Nuevo: Cambios menores en el protocolo (+) Nuevo: anti-noflash y anti-speedhack obligatorios en todos los servidores (+) Nuevo: [NO-sXe-I] players son echados luego de 15 minutos |
| 13      | 0       | (!) Fix: (ERROR) altered module found!!![0] (!) Fix: FPS improvements (!) Fix: Bugs (!) Fix: AntiSoundhack improvements (!) Fix: Less Antiwallhack cpu usage (!) Fix: Antiwallhack visibility errors (!) Fix: Lag after a flashbang explodes (v7.2.0.2) (!) Fix: Old clients were not kicked (!) Fix: problema en los sonidos de cuchillos y "uso" (!) Fix: missing subsystem on DoD and CZERO mods (!) Fix: Image Error (!) Fix: Client closed (!) Fix: FPS drops (!) Fix: black screens for nvidia video cards (+) Nuevo: New validations(+) Add: New protocol (+) Nuevo: Reduce cpu usage (+) Nuevo: Better Chinese support (language and CS versions) (+) Nuevo: CS1.6 version compatible (2834, 3248, 3266, 4554) (+) Nuevo: __sxei_awhforteam (default 0) Activates antiwallhack for teammates                                                                                       |
| 12      | 3       | (!) Fix: 640x480 Screenshots (!) Fix: Smoke Granade (!) Fix: Alias blocked (!) Fix: "Window name error" for CS 1.5 (!) Fix: Micro freeze taking OpenGL screenshots (!) Fix: DEP related crashes (!) Fix: Server hangs checking updates (!) Fix: Day of Defeat "missing client" error (!) Fix: Crashes at startup (!) Fix: Server kicks the players (!) Fix: hl.exe crashes (!) Fix: hl.exe crashes related to Steam (!) Fix: random kicks (!) Fix: fps drops (!) Fix: start faster (+) Nuevo: sprites blocked (+) Nuevo: Game add to Windows DEP (+) Nuevo: New visualization (+) Nuevo: Public/Private cheats blocked (+) Nuevo: New Anti-Speedhack |
| 12      | 1       | (!) Fix: "Window name error" for CS 1.5 (!) Fix: micro freeze taking OpenGL screenshots (!) Fix: DEP related crashes (!) Fix: "subsystem altered!" false positive. (!) Fix: Alias blocked again (!) Fix: Anti-SoundHack (server side) (!) Fix: Client CPU consume (!) Fix: Data Execution Prevention (DEP) (!) Fix: players kicked (no injected present) (!) Fix: Minor bug related to Web(!) Fix: Some Bugs (+) Nuevo: game & client added to Windows DEP (+) Nuevo: new validations for cheats (+) Nuevo: new challenge (+) Nuevo: new validations for maps (+) Nuevo: Command lines added (-gl, -d3d, -soft) (+) Nuevo: IWS minor bugs (+) Nuevo: Ability to save captured screenshots (+) Nuevo: File format on Screenshots (+) Nuevo: No more advertise while game is open (fps drops fixed). (+) Nuevo: Screenshots information. Hardware ID, client IP, Server IP, Screenshot Date. |
| 12      | 0       | (!) Fix: Lost focus on screenshots (!) Fix: Upload screenhots lag (!) Fix: Deformed ATI screenshots (!) Fix: CS 1.5 duplicated folders (!) Fix: CS Windows name (!) Fix: Internationalization (!) Fix: Anti-Wallhack visualization errors (+) Nuevo: Anti-Soundhack (Beta 1) (+) Nuevo: New cheats detections (+) Nuevo: unblocked commands (+) Nuevo: Steam Compatibility (08/09/2011) (+) Nuevo: Steam Compatibility (21/09/2011) |
| 11      | 8       | (!) Fix: Blue Screen of Death (BSOD) (!) Fix: More fixes (!) Fix: Lost focus problem (+) Add: Steam Compatibility (03/06/2011) (+) Add: Steam compatibility (15/07/2011) (+) Add: Steam compatibility (27/07/2011) (+) Add: Steam compatibility (02/08/2011) (+) Add: Anti-noflash (+) Add: Cheats blocked (+) Add: New validations |
| 11      | 7       | (!) Fix: Steam DoD fixed (!) Fix: Problems with Smoke (!) Fix: smoke stuff (!) Fix: bugs (OpenGL drivers and general errors) (+) Add: Steam Compatibility (15/04/2011) (+) Add: Steam Compatibility (06/04/2011) (+) Add: Steam Compatibility (13/05/2011) (+) Add: Tracking functionallity (+) Add: New validations Hardware ID |
| 11      | 6       | (+) Add: dproto stuff (+) Add: New validations (+) Add: AntiWallHack tweaks (+) Add: Steam compatibility (03/03/2011) (+) Add: Steam compatibility (25/03/2011) (+) Add: fps command is unblocked |
| 11      | 5       | (!) Fix: Hardware ID (HID) (!) Fix: screenshots (black screens, viewer flicks for OpenGL) (!) Fix: ATI video cards & OnBoard errors (!) Fix: bugs (!) Fix: CS 1.5 lag (+) Add: new validations (+) Add: new sxe_local_ban.cfg file format (fileversion 1) |
| 11      | 4       | (!) Fix: bugs (!) Fix: Steam compatibility (!) Fix: Script Error Popup (+) Add: new detections (+) Add: new protocol |
| 11      | 3       | (+) Add: colored models blocked (used for aimbots) (+) Add: wallhack blocked (+) Add: Virustotal 0% (+) Add: Steam compatibility |
| 11      | 2       | (!) Fix: FPS Drops (!) Fix: Freeze problem (!) Fix: error (box2) (!) Fix: "Altered subsystem" model for software (!) Fix: "missing subsystem" for incorrect shortcut (!) Fix: multiple d3d bug (!) Fix: Steam (!) Fix: error on geForce (box) (!) Fix: mute flash sounds(!) Fix: minimize errors (!) Fix: Have to restart Win7x32 to work again (!) Fix: processor affinity (nVidia drivers crash) (+) Add: v42 supports (+) Add: Steam compatibility (+) Add: New OGL / Engine validations |
| 11      | 1       | (!) Fix: AntiSpeed (!) Fix: Steam (+) Add: Wallhacks blocked |
| 11      | 0       | (!) Fix: Freeze bug (!) Fix: Crash (+) Add: Optimizations (+) Add: New Challenge (+) Add: CARBON CS 1.6 v1.1 compatibility (+) Add: CS 1.6 S.T.A.L.K.E.R. compatibility |
| 10      | 2       | (!) Fix: bugs (!) Fix: AntiSpeed driving a vehicle kicks (!) Fix: bug in "new version detected" (!) Fix: Freeze bug fixed (+) Add: New challenge |
| 10      | 0       | (!) Fix: i7 Processor (!) Fix: crash x64 Steam (!) Fix: Platform Error (!) Fix: CS Hangs at startup (!) Fix: CS Hangs at startup (32 bits) (+) Add: new hardware ID (+) Add: x64 support (+) Add: new cheat validations (+) Add: progresive names for screenshots (+) Add: block anti-ss |
| 9       | 0       | (!) Fix: W7 OGL duplicated symbols (!) Fix: Anti-Speed Server 7.0.3.0 (Beta 4) (!) Fix: Lag problems (+) Add: New Challenge |
| 8       | 9       | (!) Fix: Server Anti speedhack (Beta 2) (!) Fix: Memory problems (!) Fix: bullets smoke (+) Add: Lock duck in MWHEELUP/DOWN (+) Add: Detections OGL (wallhacks detected) (+) Add: Detections noflash - Nosmoke - 3rd person |
| 8       | 8       | (!) Fix: Huds disappear on Steam (+) Add: Steam Client Support (+) Add: New cheats blocked (+) Add: Screens possibility of removing the power players and if you use cheat verficar. |
| 8       | 7       | (!) Fix: Steam compatibility (+) Add: Server Side Anti-Wallhack (Beta 1) |
| 8       | 6       | (!) Fix: Corrections Command cl_bob (cl_bob 0.01; cl_bobup 0.5; cl_bobcycle 0.8) (!) Fix: Tier_0.dll (!) Fix: 6.0.8.9 Anti-Speed Server Beta 2 (!) Fix: sXe Client, crash on start (+) Add: updated tier_0.dll (+) Add: Memory validations (+) Add: The command was blocked (fullupdate and developer) (+) Add: Anti-Speedhack Beta 1 (Disabled for surf_ maps, and sj_ kz_) (+) Add: Steam validations |
| 8       | 5       | (!) Fix: AWH (!) Fix: tier_0.dll (+) Add: v26 (+) Add: New wallhack blocked (+) Add: More validations added |
| 8       | 4       | (!) Fix: Hardware ID Problems (+) Add: New cheats has been blocked |
| 8       | 3       | (!) Fix: All new Wallhacks has been blocked |
| 8       | 2       | (!) Fix: All Wallhacks blocked(!) Fix: New Validations (!) Fix: tier_0.dll Steam Compatibility (!) Fix: internal memory altered (+) Add: [16bpp] Validation Enabled (+) Add: r_speeds blocked (+) Add: wait blocked |
| 8       | 1       | (!) Fix: Driver Status (!) Fix: AWH Validations |
| 8       | 0       | (!) Fix: kernelbase.dll for Windows 7 (!) Fix: hw.dll for Steam (!) Fix: Mcafee AntiVirus detection on sxe.dll (!) Fix: COMODO Firewall incompatibility (!) Fix: Kaspersky AntiVirus Error interception (+) Add: New Challenge (+) Add: Steam support (+) Add: Windows Vista SP2 support (+) Add: Windows 7 support (+) Add: NoSteam Protocol 48 support |
| 7       | 8       | (!) Fix: XP / Vista crash (!) Fix: Error logo_sxe.spr (+) Add: Anti Wallhack (Beta2) (+) Add: LocalBAN (Beta1) (+) Add: Detection 16bpp (Beta1) |
| 7       | 7       | (+) Add: Support tier0_s.dll (+) Add: Memory Game Validation (+) Add: hl.exe Memory Integrity (+) Add: emm hl.exe Stack Validation |
| 7       | 6       | (+) Add: MD5 validations |
| 7       | 5       | (+) Add: MD5 validations for: Wad |
| 7       | 4       | (!) Fix: issue ddraw.dll (!) Fix: Solved one of the crashes when closing sXe Injected (+) Add: More detections of modules |
| 7       | 3       | (+) Add: Improvements in obtaining unknown modules (+) Add: Support DigitalZone v35 (GameUI.dll) |
| 7       | 2       | (!) Fix: the bug of vgui2.dll(!) Fix: issue with FPS smokes (!) Fix: Low FPS's (+) Add: Improvements in the detection of unknown modules (+) Add: MD5 validation to GameUI.dll (+) Add: MD5 GameUI.dll as valid (17829b4a5f28cba2d30ad37799044f24) (+) Add: New MD5 for different versions (v33, v35) |
| 7       | 1       | (!) Fix: Windows XP without SP or with SP1 (+) Add: Validation of modules (+) Add: Dispatch of unknown modules GBS (Global Ban Server) |
| 7       | 0       | (!) Fix: Validation threads from the kernel (+) Add: Block WinEvents (+) Add: MD5 validations (+) Add: IAT validation |
| 6       | 9       | (!) Fix: MD5 validations again |
| 6       | 8       | (!) Fix: MD5 validations again |
| 6       | 7       | (!) Fix: MD5 validations (+) Add: Global Hooks blocked (+) Add: Validation of sprite smoke (+) Add: Support for HLTV models |
| 6       | 6       | (!) Fix: Random applications problems (!) Fix: some quad-core issues (+) Add: Message hooks blocked (+) Add: Packer security (+) Add: Client authentication status |
| 6       | 5       | (!) Fix: some quad-core issues (+) Add: Client authentication status |
| 6       | 4       | (!) Fix: some quad-core issues (+) Add: Client authentication status |
| 6       | 3       | (!) Fix: some quad-core issues (+) Add: Client authentication status |
| 6       | 2       | (+) Add: Mutex validation (+) Add: Open on fail |
| 6       | 1       | (!) Fix: Client/Driver authentication (+) Add: New bloqued commands (+) Add: Moldes validation (v_awp.mdl, v_scout.mdl) |
| 5       | 9       | (!) Fix: STEAM crash on retry or change map (+) Add: MD5 para el mss32.dll (+) Add: more protection of thread |
| 5       | 8       | (+) Add: Block files (.stj) |
| 5       | 7       | (+) Add: more protection of thread |
| 5       | 6       | (+) Add: more protection of thread |
| 5       | 5       | (+) Add: Termination by mistake (+) Add: New servers running on older versions (eg: 5.2 server runs on 5.1) |
| 5       | 1       | (+) Add: Validation of voice_speex.dll (+) Add: Validation of gas_puff_01.spr (+) Add: Validation of smokepuff.spr (+) Add: New encryption of code (+) Add: Lock and r_wateralpha r_wadtextures |
| 5       | 0       | (!) Fix: Validation of extensions (+) Add: Improved validation of maps (+) Add: Improvements to the challenge client/server (+) Add: Quick kick players without injected |
| 4       | 9       | (!) Fix: Crashes when closing the injected (+) Add: Validation of threads |
| 4       | 8       | (!) Fix: Kernelread protection (+) Add: Kernel memory check (+) Add: Injected memory validation (+) Add: Compatibility with DoD versions |
| 4       | 7 FIX 1 | (+) Add: File Validation (+) Add: Protection of reading in the kernel (+) Add: Validation of maps |
| 4       | 7       | (+) Add: protected from kernel (+) Add: internal memory validation |
| 4       | 4       | (+) Add: Protection of threads for the HL |
| 4       | 3       | (!) Fix: Issues with antivirus and firewalls (+) Add: new Half-Life validations (+) Add: new kernel validations |
| 4       | 2       | (!) Fix: the bug with Kaspersky (+) Add: Validation in Kernel (+) Add: Block Kernel |
| 3       | 7       | (+) Add: Validaciones: SYSENTER / Int2E (+) Add: New language (Búlgaro, Polaco) (+) Add: Support for Windows VISTA |